# Paul Revere

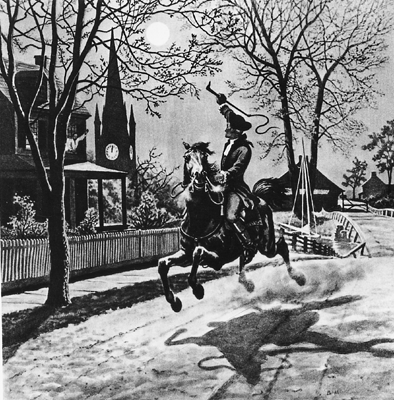
Paul Revere

Paul Revere (Boston, Estats Units; 1 de gener de 1735 – ídem; 10 de maig de 1818) va ser un orfebre estatunidenc, destacat per oficiar de missatger durant les batalles de Lexington i Concord.
Revere és recordat com un dels patriotes de la guerra d'independència dels Estats Units, i les seves "recorregudes nocturnes" són considerades un símbol de patriotisme. A més de ser missatger de batalla, va col·laborar en l'organització de la xarxa d'intel·ligència establerta a Boston per controlar els moviments de les forces britàniques. És considerat per alguns historiadors com el prototip d'un nord-americà industrial, per haver reconegut el potencial dels productes derivats del metall per a la producció en massa.